# Alexander Munro MacRobert

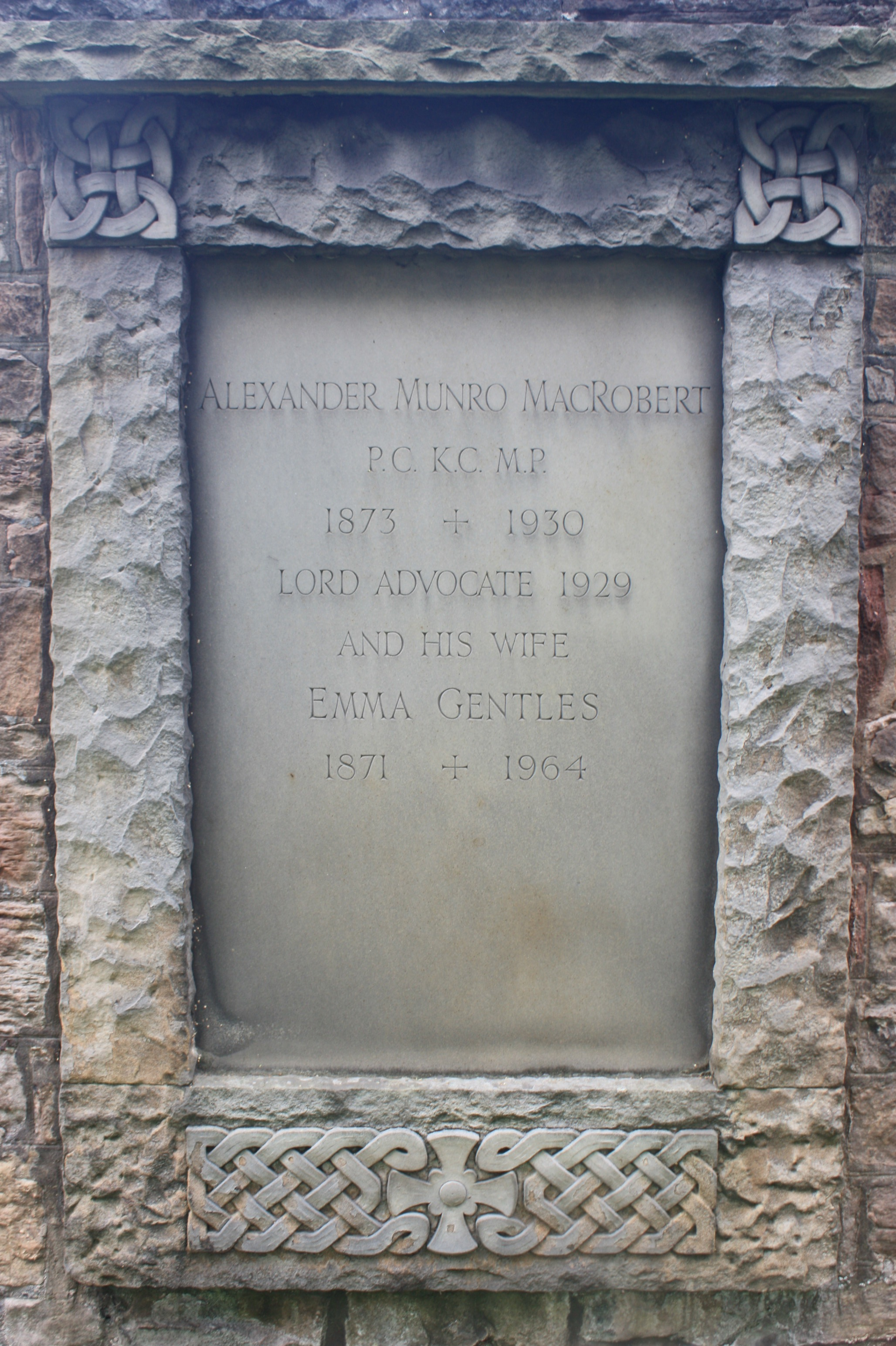
Grabstätte MacRoberts auf dem Dean Cemetery in Edinburgh

Alexander Munro MacRobert PC KC (* 1873; † 18. Oktober 1930) war ein schottischer Politiker und Jurist.

## Leben
MacRobert wurde 1873 als Sohn des Solicitors Thomas MacRobert geboren. Er besuchte die Paisley Grammar School sowie die Universitäten von Glasgow und Edinburgh. 1902 ehelichte er Emma Gentles, die Tochter des Geistlichen Thomas Gentles. Zwischen 1925 und 1929 bekleidete MacRobert das Amt des Solicitor General for Scotland. 1929 wurde er als Lord Advocate eingesetzt.

## Politischer Werdegang
Erstmals trat MacRobert bei den Unterhauswahlen 1924 zu Wahlen auf nationaler Ebene an. Er bewarb sich für die Unionist Party um das Mandat des Wahlkreises East Renfrewshire. Damit trat er die Nachfolge von F. Lobnitz an, der bei den beiden vorangegangenen Wahlen erfolglos war. Mit einem Stimmenanteil von 55,7 % setzte sich MacRobert gegen den Labour-Kandidaten Robert Nichol durch, welcher den Wahlkreis seit 1922 vertrat, und zog in der Folge erstmals in das britische Unterhaus ein. Nach MacRoberts Ernennung zum Solicitor General for Scotland wurden zur Bestätigung Nachwahlen im Wahlkreis East Renfrewshire angesetzt. MacRobert setzte sich mit geringen Stimmverlusten gegen den Labour-Kandidaten John Martin Munro durch und hielt damit sein Mandat. Bei den Unterhauswahlen 1929 hielt er bei nahezu unverändertem Ergebnis abermals das Mandat gegen Munro. Nach MacRoberts Ableben im Jahre 1930 wurden im Wahlkreis Nachwahlen vonnöten. Diese entschied sein Parteikollege Douglas Douglas-Hamilton für sich. Insgesamt sind 182 Beiträge MacRoberts im Parlament verzeichnet.